# Entropía y vida
La investigación concerniente a la relación entre la cantidad de entropía termodinámica y la evolución de vida empezó alrededor de los inicios del siglo XX.  En 1910, historiador americano Henry Adams imprimió y distribuyó a bibliotecas universitarias y profesores el pequeño volumen Una Carta a Profesores de Historia Norteamericanos que propone una teoría de la historia basada en la segunda ley de termodinámica y en el principio de entropía. El libro de 1944 Qué es Vida? Por el físico Nobel-laureate Erwin Schrödinger estimuló  la investigación en el campo.  En su libro, Schrödinger originalmente afirmaba que la vida alimenta la entropía negativa, o negentropy como es a veces llamada, pero en una edición posterior se corrigió a sí mismo en respuesta a quejas y declaró la verdadera fuente cierta es la energía libre .  Trabajo más reciente ha restringido la discusión a la energía libre de Gibbs porque los procesos biológicos en la tierra normalmente ocurren en una temperatura y presión constantes, como en la atmósfera o en el fondo de un océano, pero no a través de ambos en corto periodo de tiempo para organismos individuales.